# Manfred Seifert (Medienkünstler)

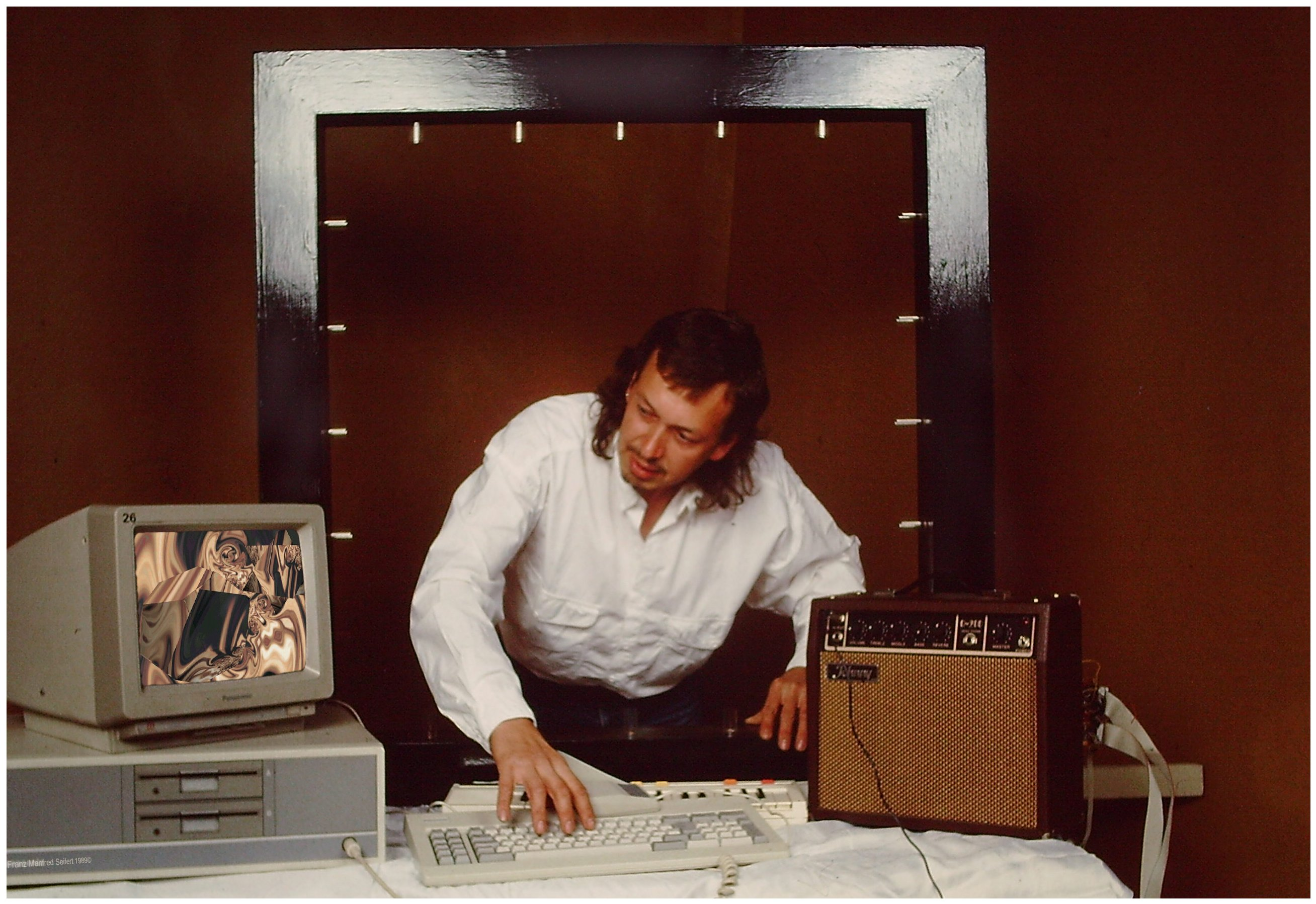
Manfred Seifert visible music am Videophon II (1989)

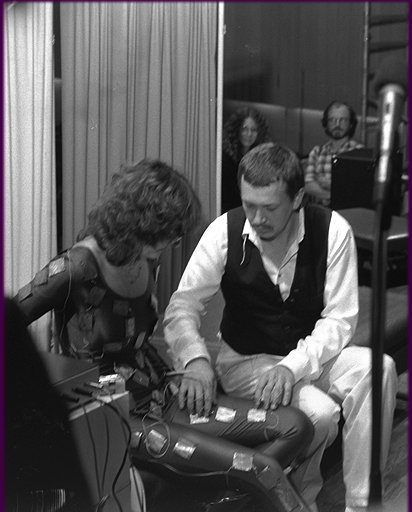
Manfred Seifert bei der Performance „vertonte Zärtlichkeit“ im Brucknerhaus Linz beim Großen Preis der ARS ELECTRONICA 1984

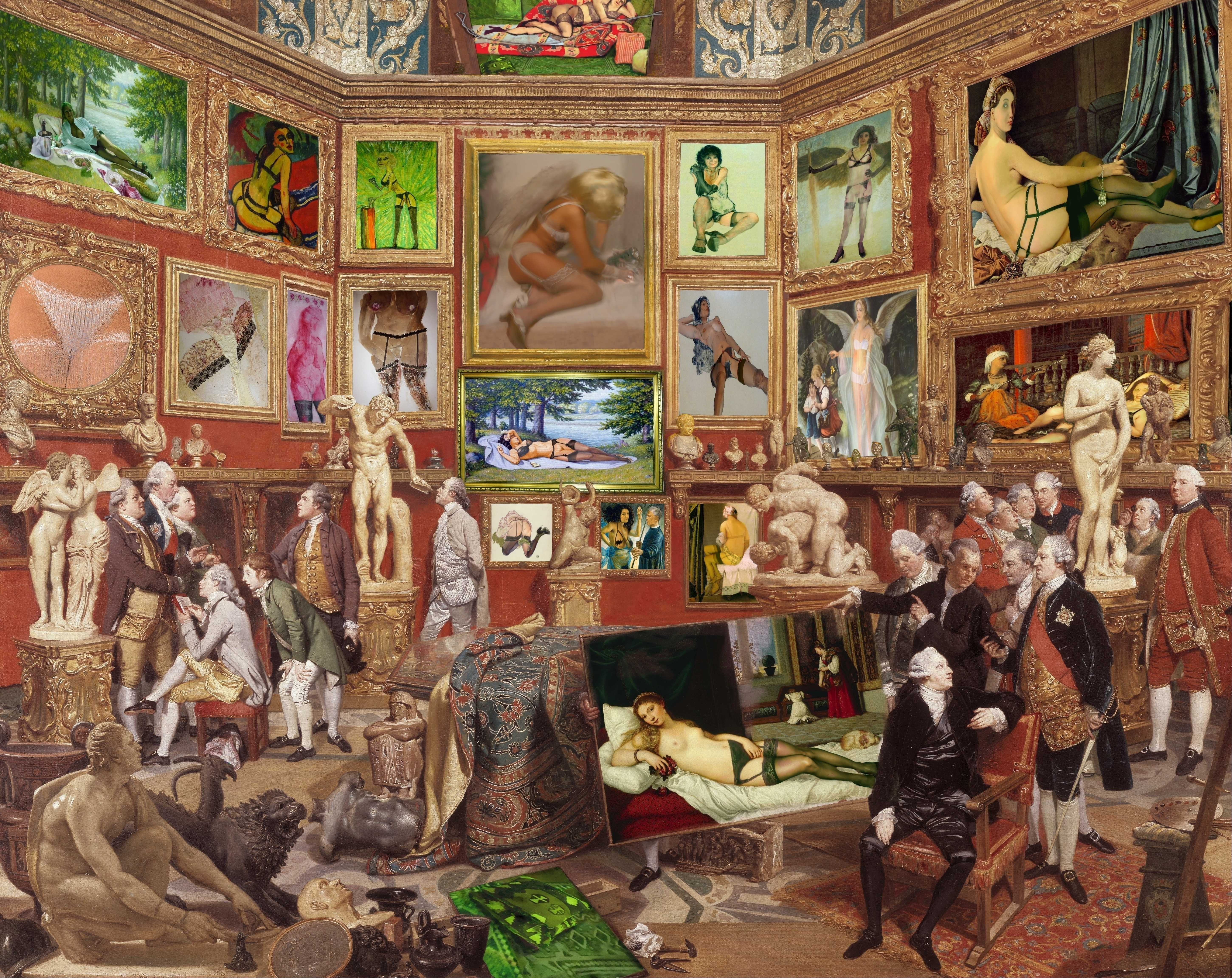
Franz Manfred Seifert - The Townley Collection

Franz Manfred Seifert (* 1953 in Michelstadt) ist ein deutscher Medienkünstler.

## Leben und Werk
Seifert studierte von 1975 bis 1977 Mediävistik bei Andreas Franzke, von 1975 bis 1978 Kunstgeschichte bei Siegfried Wichmann und von 1976 bis 1981 Malerei an der Staatlichen Akademie der Bildenden Künste Karlsruhe bei Emil Schumacher. 1984 erhielt eine Auszeichnung von Robert Moog für die Performance „vertonte Zärtlichkeit“ bei der Ars electronica in Linz.
Er zählt zu den Pionieren früher Computerkunst. In seinem „Fraktal-Büro“ entwickelte er 1983 die Formel:
({\displaystyle a} + b*{\displaystyle i}) * ({\displaystyle a+bi}+Var) - {\displaystyle {\frac {1+Var}{4+Var}}}   * ({\displaystyle a+bi}) * ({\displaystyle a+bi}+Var) zur bildlichen Darstellung einer Mandelbrotmenge,
die einem Schnitt durch einen Apfelkern gleicht. Seine Interface-gesteuerten Soundmaschinen fanden erste Beachtung in der ZDF-Knoff-Hoff-Show.
Die Uraufführung der Performance “heaven’s gate” beim hessischen Kultursommer 1999 bildete die Grundlage für weitere Visible Music Happenings, bei denen ein Körperscanner über Lichtschranken, Sound und Licht ansteuert (Weiterentwicklung des Videophon II).
Im Jahr 2005 erhielt er ein Moldaustipendium im Egon Schiele Art Centrum in Český Krumlov für seinen Film „Nasswasser“.
Ab diesem Zeitpunkt werden für den  Bildbetrachter auf den Rückseiten der erotischen Gemälde,  als historische  Referenzen  medienepistemische Zusatzinformationen für das  Werkverständnis angebracht. Seifert kreiert zu diesem  Verfahren den Begriff:  Erotikonografie.
Im Jahre 2014 arbeitete er im Künstlerdorf Schöppingen am `Kandinsky-Projekt´, der Möglichkeit mit dem Mikrocomputer Raspberry Pi lyrische, nichtgeometrische Abstraktion auch für blinde Menschen ertastbar darzustellen.
Sein aktuelles Projekt, das `Zoffany-Projekt´ ermöglicht es, interaktiv und mausgesteuert, über einen virtuellen pseudoillusionistischen 3D-Kameraschwenk, sich in einem Bild wie in einem Galerie-Raum frei umzuschauen.
Im Seifert-Raum wurden die Bilder der Townley Collection ersetzt durch eigene Arbeiten.
Einen ersten Eindruck vermittelt ein Beispiel-Democlip; sich interaktiv innerhalb des Werkes bewegen kann man über die Homepage des Künstlers.
Manfred Seifert hat eine Tochter. Er lebt und arbeitet in Michelstadt und auf Kreta.

## Ausstellungen
Neben zahlreichen Ausstellungen im In- und Ausland, Veröffentlichungen in Katalogen und Publikationen zur Computerkunst, engagierte er sich mit Performances beim Südhessischen Kultursommer.
- Paris 1982 (grands et jeunes d’aujourd’hui)
- Linz 1984 (Ars Electronica)
- München 1987 (ZDF)
- Zürich 1989 (Galerie Schlossgass)
- Kassel 1992 (documenta Archiv)
- Ceský Krumlov 2006 (Egon Schiele Art Centrum)
- Schöppingen 2014 (Künstlerdorf)

## Abbildungen von Arbeiten des Künstlers
- Karlsruher Künstler 1977 (Badischer Kunstverein)
- Mäuseflipper und Heiligenschein 1980 (Engelhornstiftung)
- grands et jeunes d’aujourd’hui 1982 (Grand Palais)
- Ars electronica 1984 (Brucknerhaus Linz)
- Zeitschriften (TV Hören und Sehen 4|1988), Inside Multimedia 10|1998
- Kalenderblätter 1991 (Deutsche Telekom und Deutsche Bundesbahn)

## Veröffentlichungen
- Computerkunst ’88. ISBN 3-923815-15-8, S. 94
- Das Knoff-Hoff-Buch. 1987, ISBN 3-925334-13-0, S. 165
- Leitfaden der Computer-Grafik. 1989, ISBN 3-925786-03-1, S. 161
- Meisterwerke der Computerkunst. 1988, ISBN 3-924252-05-X, S. 191
- „computer art faszination 1989“ Gibt es Computerkunst? ISBN 3-87150-322-3, S. 194